# ブラゴイェ・マリャノヴィッチ
ブラゴイェ・マリャノヴィッチ（セルビア語: Благоје Марјановић, ラテン文字転写: Blagoje Marjanović、1907年9月9日 - 1984年10月1日）は、セルビア（旧ユーゴスラビア）の元サッカー選手、サッカー指導者。ポジションはフォワード。

## 経歴
第二次世界大戦前にBSKでアレクサンダル・ティルナニッチとコンビを組み活躍したストライカー。1930 FIFAワールドカップでユーゴスラビア代表の4位に貢献した。監督としてはイタリアでトリノとカターニアを指揮した。